# Пліометрика
Пліометрика (також пліометрія, плайометрія, плайометрика, англ. plyometrics, від дав.-гр. πληθύνω — помножувати, зростати або πλέον — більше, μέτρον — вимірювання) — історично — спортивна методика, яка побудована на ударному методі; у сучасному трактуванні — стрибкові тренування.

Пліометрика використовується атлетами для покращення своїх спортивних результатів, які потребують швидкості, спритності, сили та потужності. Пліометрика інколи також застосовується як складова фітнесу, і є одним з основних елементів тренувань з паркуру. 
Пліометричні вправи використовують вибухові, швидкі рухи для розвитку м'язової сили та швидкості. Ці вправи допомагають м'язам розвивати найбільше зусилля за найменший можливий відрізок часу.

## Історія розвитку
Назву «пліометрика» запропонував у 1980-х роках Фред Вілт, член збірної США з бігу на довгі дистанції. Спостерігаючи за розминкою радянських легкоатлетів, він помітив, що поки американці приділяли увагу статичному розтягуванню, радянська збірна виконувала інтенсивні стрибки. В подальшому Вілт дійшов думки, що ці стрибки є ключовим елементом успіху радянських спортсменів.
По поверненню до Сполучених Штатів, Вілт про роботи Майкла Єзіса з вивчення радянського підходу до тренувань, а саме «ударного методу», який розробив професор Верхошанський Юрій Віталійович, завдяки спільним зусиллям з яким термін «пліометрика» отримав розповсюдження в Штатах, а пізніше — й за його межами.
Але через глобальне поширення пліометрики сенс терміна розмивається, і зараз ним називають будь-які стрибкові вправи, незалежно від інтенсивності. Зустрічаються, навіть, «пліометричні» віджимання [Архівовано 27 квітня 2014 у Wayback Machine.] та підтягування, хоча, насправді, це спосіб конструктивного проробляння кожного верхнього, середнього та внутрішнього м'язів ніг та тазу.

## Найпоширеніші вправи
Ідея ударного методу полягає в тому, аби стимулювати м'язи ударним розтягуванням, яке передує активним зусиллям.

Центральною вправою ударного методу є стрибок вглиб — це стрибок з якогось спортивного снаряду чи трампліну заввишки 50-70 см додолу, завершення якого одразу ж супроводжується вистрибуванням вгору. Конче важливо, аби поміж фазами приземлення й подальшого стрибка перерви не було.

Також, однією з важливих вправ є «колові стрибки». Спочатку спортсмен кладе на підлогу та фіксує фітнес-степи чи інші широкі товсті дошки так, аби загальна висота конструкції сягала 70 см. Після цього атлет 10 разів поспіль без зупинки застрибує на цю конструкцію та стрибком повертається в вихідне положення. Після цього один з шарів конструкції чи фітнес-степ прибираються, зменшуючи висоту снаряду до 50 см, на який так само 10 разів поспіль має застрибнути спортсмен. Після цього, відповідно, висота снаряду знижується до 30 та 10 см.

Пліометристи-початківці займаються всім відомою вправою — це стрибки на гімнастичній скакалці — на двох ногах, на одній, на статичному місці, в русі вперед, назад, в боки, глибокі присідання з та без додаткових навантажень. Окрім того, сюди також входять випади з навантаженням з подальшими стрибками вгору.

В будь-якому разі, перед виконанням пліометричних вправ варто виконати загальну гігієнічну зарядку та розминку, аби підготувати тіло до подальших фізичних навантажень.

Нетренованим особам варто слідкувати за дозуванням навантажень та власним самопочуттям при виконанні відповідних вправ.

## Вплив на організм
Пліометрика в якісному правильному виконанні допомагає спортсменам покращувати свою форму, досягаючи, в подальшому, вищих результатів, збільшуючи показники вибухової та максимальної сили, швидкості та витривалості.

При цьому, як спортсменам, так і не спортсменам, ці вправи зміцнюють м'язи ніг та таза, покращують їхню трофіку, є гарним попередженням та профілактикою розтягнень зв'язок, сухожиль та проблем із суглобами (випадіння головки суглоба з чашечки, підвертання гомілки, переростягнення м'язів, артрит та поліартрит колінних суглобів). Окрім того, пліометрика позитивно впливає на роботу травної системи та внутрішніх органів таза, дихальної та серцево-судинної систем.

Особливо обережним має бути підхід до виконання вправ з пліометрики особам зі сколіозом, літнім, після важких операції та хворим на варикозом (аби сильні стрибки не викликали відірвання бляшки та утворення тромбу).